# Lobira
Lobira ist ein Ort in Eastern Equatoria im Südsudan. Die Einwohner gehören hauptsächlich zum Stamm der Lotuko.

## Geographie
Der Ort liegt an der südlichen Straße zwischen Torit und Kapoeta und nördlich des Lobira Hill.
Er gehört zum Lomihidang North Boma des Chahari Payam, ehemals  Ikotos County.
Es gibt eine Straße zum Ort, welche ganzjährig befahrbar ist. Die Distanz von 47 km nach Torit kann mit dem Bus in 2½ Stunden bewältigt werden.

## Bevölkerung
Im Juli 2010 hatte das Dorf 4.010 Einwohner, inklusive 895 zurückgekehrte Internally Displaced People (IDP) aus dem umliegenden Gebiet, sowie etwa dieselbe Zahl an Flüchtlingen aus entfernteren Camps.
Die große Mehrheit der Einwohner sind Landwirte und Hirten. Die Sicherheit wird allerdings ständig durch Rinderdiebstähle von Stammesleuten der Buya aus dem Budi County gestört, wobei es oft zu Todesfällen kommt.
Der Ort verfügte 2010 nur über eine Gesundheitsstation (primary health care unit) mit zwei nicht ausgebildeten Community Health Workern. Verbreitete Krankheiten sind Malaria, Meningitis, Lungenkrankheiten und Lähmungen (spinal paralysis).
Es gab Brunnenbohrungen, die jedoch zerstört wurden. Frischwasser konnte aus einem nahegelegenen Fluss gewonnen werden. Es gab keine Latrinen.
Die Grundschule verfügte über 13 Lehrer und 360 Schüler, wobei kaum Unterrichtsmaterial vorhanden war. Der Unterricht wurde im Schatten der Bäume abgehalten.
Die nächstgelegene weiterführende Schule befindet sich in Isoke in 27 km Entfernung.

## Persönlichkeiten
- Joseph Oduho (1929–1993), ein Führer im Unabhängigkeitskampf.[3]